# Montes Agricola
I Montes Agricola sono una struttura geologica della superficie della Luna.